# Francouzi
Francouzi jsou příslušníci západoevropského národa, žijícího na území dnešní Francie, historicky keltského, latinského a germánského původu. Hovoří francouzským jazykem (francouzštinou), který náleží do románské jazykové skupiny.
Podle francouzské ústavy je Francouzem každý občan Francouzské republiky, bez ohledu na jeho původ, rasu nebo náboženství. Tato definice francouzského národa (která má svůj původ ve velké francouzské revoluci) se liší od ostatních evropských národů, které se definují na základě etnické příslušnosti.
První kmenovou federaci zde vytvořili Keltové v 7. století př. n. l. a koncem roku 600 př. n. l. na jižním pobřeží dnešní Francie Řekové založili několik kolonií jako Niké (Nice) a Massilia (Marseille) či Athenopolis (Saint-Tropez). Ve 2. století př. n. l. tuto jižní část dobyli Římané a nazvali ji Provincia Gallia Narbonensis, od toho dnešní název Provence. Začátkem 1. století př. n. l. Římané pod vedením Julia Caesara dobyli území celé dnešní Francie a vytvořili zde římské provincie. Původní obyvatelstvo se romanizovalo když se zde usadilo italické obyvatelstvo a smísilo se s Kelty. Nejvíce Italiky osídlené oblasti byly Provence a západní Francie s městem Bordeaux. Galský jazyk definitivně zanikl v průběhu 3. století n. l., kdy se zde také šířilo křesťanství.
Koncem 5. století obsadili Galii Frankové a připojili ji k Franské říši. Za dynastie Karlovců došlo k splynutí románského a germánského obyvatelstva, které bylo završeno v prvním francouzském státě, který se zformoval v průběhu 10. století. Menšinové germánské obyvatelstvo se asimilovalo a vytratilo, ale zanechalo název země - Francie.
Moderní francouzský národ vznikl sloučením tří velkých národností: provensálské, jihofrancouzské a severofrancouzské, které vznikaly od 9. století na území Francie. K jejich sjednocení došlo v průběhu 18. století.

## Osobnosti
Francouzi jsou kulturně silný národ, který výrazně přispěl do pokladnice evropské, ba světové civilizace.
K vědeckým osobnostem 16.–17. století patřili François Viète, Abraham de Moivre, Pierre Gassendi či Marin Mersenne.
Avšak zvláště v 18. a 19. století Francouzi v oblasti exaktních věd dominovali, nejvíce vynikli Louis Pasteur, Marie Curie, Blaise Pascal, Auguste a Louis Lumièrové, Évariste Galois, Jean le Rond d'Alembert, Antoine Lavoisier, Henri Poincaré, André-Marie Ampère, Gaspard-Gustave de Coriolis, Léon Foucault, Louis Daguerre, Charles-Augustin de Coulomb, Denis Papin, Joseph Fourier, Pierre-Simon Laplace, Nicolas Appert, Pierre de Fermat, Jean-Baptiste Lamarck, Louis Braille, Georges Cuvier, Augustin Louis Cauchy, Jean-François Champollion, Charles Messier, Joseph Louis Gay-Lussac, Urbain Le Verrier, Nicolas Léonard Sadi Carnot, Georges Louis Leclerc de Buffon, Augustin-Jean Fresnel, François Arago, Nicéphore Niépce, Nicolas-Louis de Lacaille, Pierre Beaumarchais, Adrien-Marie Legendre, Jean-Baptiste Biot, Jean-Martin Charcot, Siméon Denis Poisson nebo Marquis de Condorcet.
Ve 20. století získali Francouzi také řadu vědeckých Nobelových cen, za fyziku Serge Haroche, Albert Fert, Claude Cohen-Tannoudji, Georges Charpak, Pierre-Gilles de Gennes, Louis Néel, Alfred Kastler, Louis de Broglie, Jean Baptiste Perrin, Antoine Henri Becquerel a Pierre Curie, za chemii Yves Chauvin, Jean-Marie Lehn, Luis Federico Leloir, Frédéric Joliot, Irène Joliot-Curie, Paul Sabatier, Victor Grignard a Henri Moissan, za fyziologii Jules A. Hoffmann, Luc Montagnier, Françoise Barré-Sinoussi, Jean Dausset, Roger Guillemin, François Jacob, Jacques Monod, André Lwoff, André Frédéric Cournand, Charles Nicolle, Charles Richet, Alexis Carrel, Alphonse Laveran. Ústřední postavou matematiky 20. století byl Henri Lebesgue.
V oblasti humanitních a sociálních věd si Francouzi dlouhodobě udržují ještě mnohem větší vliv. Již scholastičtí filozofové Jean Buridan a Mikuláš Oresme byli velmi uznávaní. Michel de Montaigne založil žánr eseje. Francouzi stáli u samého zrodu moderní filozofie - za její zakladatele bývají někdy považováni Jean-Jacques Rousseau a René Descartes. K tzv. osvícencům patřili Voltaire, Denis Diderot či Charles Louis Montesquieu. Na přelomu 19. a 20. století zpochybnil dědictví osvícenců Henri Bergson. K významným představitelům fenomenologie patří Emmanuel Lévinas, Paul Ricoeur a Maurice Merleau-Ponty. V Nietzscheho stopách ve Francii šel Georges Bataille. Od marxismu k islamismu se dostal Roger Garaudy. Na Freuda zcela originálně navázal Jacques Lacan. Jungovské inspirace měl Gaston Bachelard. Z křesťanských pozic se s moderní vědou originálně vyrovnával Pierre Teilhard de Chardin. Oba klíčoví myslitelé existencialismu, Jean-Paul Sartre a Albert Camus, byli Francouzi. Podobné je to u postmodernismu, kde jsou otci Jean Baudrillard a Jean-François Lyotard. Za nejvýznamnější feministickou filozofku bývá považována Simone de Beauvoirová. Nejcitovanějšími filozofy konce 20. století byli představitelé tzv. poststrukturalismu a dekonstruktivismu: Michel Foucault, Jacques Derrida a Gilles Deleuze. Marxistické ingredience k jejich dílu přidávali Louis Althusser a Alain Badiou. Feministické Julia Kristeva. Ideologem extravagantního situacionismu byl Guy Debord. Významným politickým filozofem byl Jean Bodin, autor teorie suverenity.
I francouzská sociologická škola je silná, Francouzi byli ostatně už dva ze zakladatelů sociologie: Auguste Comte a Émile Durkheim. Důraz na data do sociologie vnesl Pierre Guillaume Frédéric le Play. Mezi jejich nástupci vynikl Pierre Bourdieu. Claude Lévi-Strauss je zřejmě nejslavnějším kulturním antropologem všech dob. Ferdinand de Saussure je zakladatelem sémiotiky. Roland Barthes jejím významným představitelem. Dějiny politologie se sotva obejdou bez Alexise de Tocqueville, Gustava le Bona či Raymonda Arona. K nejvlivnějším historikům, zejména svou interpretací Francouzské revoluce, patří Adolphe Thiers. Zakladatelem proslulé školy Annales byl Fernand Braudel. K prvním literárním teoretikům patřil Nicolas Boileau-Despréaux. Nobelovu cenu za ekonomii získali Jean Tirole, Maurice Allais a Gérard Debreu. V posledních letech se velmi rychle stal jedním z nejcitovanějších ekonomů Thomas Piketty.
Za největší politickou osobnost francouzských dějin je ve Francii tradičně považován Charles de Gaulle, který Francouzům za druhé světové války vrátil čest a naději. Národním symbolem se stala též středověká bojovnice Jana z Arku. Není pochyb o tom, že světové dějiny ovlivnily i raně středověký panovník Karel Veliký, někdy označovaný za otce evropské civilizace, či později „císař zplozený revolucí“ Napoleon Bonaparte. Diskuse se vedou nad rolí otců Velké francouzské revoluce, jakými byli Maximilien Robespierre, Georges Danton či Jean-Paul Marat. Pierre-Joseph Proudhon je někdy označován za zakladatele anarchismu, Henri de Saint-Simon a Charles Fourier socialismu.
Ač se prosadil především ve Švýcarsku, ve Francii se narodil náboženský reformátor Jan Kalvín. Z církevních dějin vyniká také zakladatel premonstrátského řádu Norbert z Xantenu (svatý Norbert), zakladatel templářského řádu Hugues de Payens, popravený velmistr tohoto řádu Jacques de Molay, mystici Bernard z Clairvaux (svatý Bernard), František Saleský či Terezie z Lisieux. Nostradamus je asi nejznámějším věštcem všech dob.
Asi nejdůležitějším francouzským mořeplavcem byl Jacques Cartier, který sehrál zásadní roli při kolonizaci Kanady, podobně jako Samuel de Champlain. Známými průkopníky aviatiky byli Louis Blériot, bratři Montgolfierové a Nadar. Pierre de Coubertin proslul založením novodobých olympijských her. Bernard Kouchner nevládní organizace Lékaři bez hranic, které byla udělena Nobelova cena za mír. Tu získali ovšem i jiní Francouzi: René Cassin, Léon Jouhaux, Ferdinand Buisson, Aristide Briand, Léon Bourgeois, Paul-Henri-Benjamin d'Estournelles de Constant, Louis Renault, Henry Dunant a Frédéric Passy. Oceánolog Jacques-Yves Cousteau se proslavil svým bojem proti znečištění oceánů. Symbolem charity je pro Francouze Abbé Pierre, zakladatel Emauzského hnutí.
Ovšem zdaleka nejvlivnější jsou Francouzi v oblasti umění. Molière je klasikem světového dramatu, v poezii hraje stejnou roli François Villon, v dětské literatuře Antoine de Saint-Exupéry, ve sci-fi Jules Verne, v erotické literatuře Markýz de Sade či Octave Mirbeau, nejslavnějším bajkařem je Jean de la Fontaine, François Rabelais byl zakladatelem žánru románu.
Krom Molièra patří do učebnic světového dramatu i Jean Racine, Pierre Corneille, Edmond Rostand, z moderních dramatiků zejména Jean Anouilh či Jean Genet. Alfred Jarry představil svébytnou podobu dramatu absurdního.
I v próze se celosvětově proslavila hned celá série jmen: Guy de Maupassant, Alexandre Dumas, Victor Hugo, Honoré de Balzac, Stendhal, Gustav Flaubert, Émile Zola, Anatole France. Charles Perrault ovlivnil celoevropskou kulturu sesbíráním nejslavnějších lidových pohádek.
Francouzi milují díla Marcela Pagnola. Ke klasikům bývají řazeni též François-René de Chateaubriand, George Sandová, Alfred de Musset, Théophile Gautier, Alphonse Daudet, Prosper Mérimée či kontroverzní Louis-Ferdinand Céline. Za základní stavební kámen světové moderní prózy je považováno dílo Marcela Prousta. Alain Robbe-Grillet, Michel Butor, Marguerite Durasová či Claude Simon založili tzv. nový román. Romain Rolland, André Malraux, Françoise Saganová či Robert Merle vsadili naopak na klasické vyprávění. Henri Barbusse proslul především demaskováním hrůz první světové války. K nejuznávanějším současným romanopiscům patří Michel Houellebecq.
Prototypem básníka byl dlouho Pierre de Ronsard. Ikonickými postavami poezie se stali také tzv. Prokletí básníci: Charles Baudelaire, Paul Verlaine a Arthur Rimbaud. Francouzská poezie však neztratila sílu ani ve 20. století – většina se vydala cestou avantgardních experimentů, někteří u nich zůstali jako André Breton či Guillaume Apollinaire, někteří se vrátili ke klasické skladbě jako Paul Eluard či Louis Aragon, jiní byli klasickému verši věrni vždy jako Jacques Prévert. Zcela zvláštní, „hermetickou“ či „neoklasicistní“ linii reprezentují Stéphane Mallarmé a Paul Valéry. Všestrannými talenty, kteří krom literatury zasáhli i do mnoha jiných oborů, byli Jean Cocteau a Boris Vian.
Krom některých uvedených získali Nobelovu cenu za literaturu též Patrick Modiano, Jean-Marie Gustave Le Clézio, Saint-John Perse, François Mauriac, André Gide, Roger Martin du Gard, Frédéric Mistral a Sully Prudhomme.
Francouzi byli též někteří z nejslavnějších světových malířů. V éře rokoka byli centrálními osobnostmi Antoine Watteau, François Boucher, Jean-Honoré Fragonard. Klasicistními portréty, mj., známým Napoleonovým, proslul Jean Auguste Dominique Ingres. Neoklasicismus zosobnili Jacques-Louis David a také Camille Corot. V éře romantismu se prosadil Eugène Delacroix a Théodore Géricault, klíčovými realisty byli Gustave Courbet, William-Adolphe Bouguereau a Jean-François Millet. Nejsilnější generace se však přihlásila na konci 19. století, takzvaní impresionisté: Claude Monet, Edgar Degas, Auguste Renoir, Henri de Toulouse-Lautrec, Paul Gauguin, Paul Cézanne, Camille Pissarro, Édouard Manet, Alfred Sisley, Berthe Morisotová. Tzv. neoimpresionismus představují Georges Seurat a Paul Signac. V Paříži se dobře dařilo i avantgardě – Henri Matisse založil fauvismus, k zakladatelům kubismu patřil Georges Braque či Fernand Léger. Konceptualismus reprezentuje zejména Marcel Duchamp. Pozdní avantgardu, zvláště v sochařství, pak Jean Dubuffet. Jakýmsi protipólem avantgardních experimentátorů je klasik naivního malířství Henri Rousseau. Především jako ilustrátor získal uznání Gustave Doré. Králem karikatury 19. století byl Honoré Daumier.
Henri Cartier-Bresson patří ke klasikům žurnalistické fotografie. Nejslavnějším francouzským sochařem je Auguste Rodin. Proslulými architekty byli Gustave Eiffel, Eugène Viollet-le-Duc či Jean Nouvel.
Nejslavnějšími francouzskými skladateli vážné hudby jsou Claude Debussy, Georges Bizet, Jacques Offenbach, Hector Berlioz a Maurice Ravel. Důležitými jmény jsou též Camille Saint-Saëns, Jean-Philippe Rameau, Erik Satie, Charles Gounod, Jules Massenet, Francis Poulenc, Olivier Messiaen a Adolphe Adam. V oblasti filmové hudby patří k nejoceňovanějším autorům Maurice Jarre. V moderní populární hudbě se Francouzi dlouho snažili konkurovat svým osobitým žánrem – šansonem. Uznání světa v něm získali zejména Edith Piaf, Charles Aznavour, Gilbert Bécaud, Yves Montand, Mireille Mathieu, Dalida či Juliette Gréco. Do historie rokenrolu se zapsal Johnny Hallyday. Serge Gainsbourg se stal symbolem eroticky nabitého popu. V klasickém globálním popu se Francouzi prosazují méně, v posledních letech se to podařilo Vanesse Paradis či Alizée. Zdaleka nejvíce se to však podařilo klávesistovi a skladateli Jean-Michel Jarrovi. V oblasti elektronické hudby se prosadil též DJ David Guetta.
Velkou tradici má francouzské filmové umění, Georges Méliès stál u jeho samého zrodu. Režiséři 60. let Jean-Luc Godard a François Truffaut patří ke klasikům světového filmu. K tzv. Nové vlně krom nich patřili též Claude Chabrol a Alain Resnais. Navazovali přitom na originální tvůrce předchozích dekád, jakými byli Jean Renoir či Jacques Tati. Oscara má třeba Michel Hazanavicius. Luc Besson dnes točí hollywoodské podívané. Těm však dokázali Francouzi, jako jedni z mála na světě, v 60.-80. letech 20. století konkurovat, zejména v žánru komedie. Francouzský populární film té doby dokázal vyrobit herecké hvězdy světového formátu: Louis de Funès, Jean Gabin, Jean-Paul Belmondo, Alain Delon, Brigitte Bardotová, Gérard Philipe, Lino Ventura, Catherine Deneuvová, Jean-Louis Trintignant, Jean Rochefort, Gérard Depardieu, Pierre Richard, Jean Marais, Philippe Noiret či Jeanne Moreauová. Již v 50. letech se dokázali prosadit Simone Signoretová či Fernandel, ještě mnohem dříve Sarah Bernhardtová vytvořila prototyp filmové herecké hvězdy. V posledních letech už se světový věhlas francouzským hercům získává hůře a především už to nejde bez Hollywoodu – důkazem jsou biografie herců jako Sophie Marceauová, Juliette Binocheová, Audrey Tatouová, Marion Cotillardová, Jean Dujardin či Jean Reno.
V oblasti divadla je nutno vyzdvihnout osobnosti jakými jsou Marcel Marceau, zakladatelem moderní pantomimy, a avantagardní divadelní režisér Antonin Artaud.
Významnou roli ve francouzské kultuře, větší než v kterékoli jiné, hraje také módní návrhářství. Drtivá většina nejslavnějších módních návrhářů světa jsou právě Francouzi: Coco Chanel, Christian Dior, Yves Saint-Laurent, Pierre Cardin, Hubert de Givenchy, Jean-Paul Gaultier. Většina z nich vybudovala silné obchodní firmy a ceněné značky. Měřit se s nimi mohou snad jen zakladatelé slavných automobilek: Louis Renault a André Citroën.
Nejpopulárnějším sportem ve Francii je fotbal. Francouzi měli několik silných generací. Té z 50. let dominovali Raymond Kopa a Just Fontaine. Té z 80. let zejména Michel Platini. Největší hvězdou slavného mužstva mistrů světa z roku 1998 byl Zinedine Zidane. Výjimečným střelcem začátku 90. let byl též Jean-Pierre Papin.
Podruhé zvítězili Francouzi na mistrovství světa v roce 2018, kde tým táhla nastupující hvězda Kylian Mbappé. Světovou tenisovou jedničkou i vítězkou Wimbledonu byla Amélie Mauresmová.